# Heinrich Vedder
Hermann Heinrich Vedder (* 3. Juli 1876 in Westerenger, Westfalen; † 26. April 1972 in Okahandja, Südwestafrika) war ein deutscher Missionar, Sprachforscher, Ethnologe und Historiker. Ab 1903 war er Missionar der Rheinischen Missionsgesellschaft in Deutsch-Südwestafrika.
Vedder war dem Deutschtum im südlichen Afrika sehr verbunden und wirkte über viele Jahre bei der Herausgabe des vom ev.-luth. Kirchenbundesrat des Deutschen Kirchenbundes Süd- und Südwestafrika in Windhoek herausgegebenen Afrikanischen Heimatkalenders mit. Zu seinen bekanntesten Arbeiten zählen das Werk über die Bergdama (bzw. Damara), die auch ins Englische übersetzte Geschichte Südwestafrikas bis zum Tode Mahareros 1890 und die Mitarbeit am Werk über die indigenen Volksstämme Südwestafrikas.

## Leben
Vedder wurde am 1. April 1895 als Aspirant im Missionshaus der Rheinischen Mission in Barmen aufgenommen. Am 1. Oktober 1895 begann seine sechs Jahre dauernde Ausbildung, in der neben Bibelkunde und einigen Elementarfächern auch Englisch, Holländisch, Latein und Griechisch gelehrt wurden. Nach seinem Militärdienst begann er weitere vier Jahre im Seminar, wo er Hebräisch und seine theologische, biblizistisch ausgerichtete Ausbildung erhielt. Am 5. August 1903 wurde er mit fünf weiteren Kandidaten ordiniert. Missionar Vedder wurde für die Missionsarbeit im damaligen Deutsch-Südwestafrika bestimmt.
Bereits wenige Monate später, am 28. November 1903, bestieg er mit den Missionaren Schaible und Eich den Dampfer „Helene Woermann“ und erreichte am 27. Dezember 1903 Swakopmund in Deutsch-Südwestafrika. In Scheppmannsdorf am Kuiseb erlernte er die Grundbegriffe der Namasprache. Aufgrund des Aufstands der Herero und Nama musste Vedder seinen Unterricht in Scheppmannsdorf abbrechen und bei Missionar Olpp in Otjimbingue fortsetzen. In Karibib lernte er bei Missionar Dannert fünf Monate die Sprache der Herero und ließ sich kurz vom finnischen Missionar Martti Rautanen in die Ndongasprache einweisen.
Im Januar 1905 übernahm Vedder seinen Missionsauftrag in Swakopmund, wo 1905/06 eine Holzkirche in Fertigbauweise errichtet wurde. Am 1. Oktober 1905 heiratete Vedder seine aus Deutschland gekommene Partnerin auf Hälbichs Farm. Im Anschluss reiste er zu einer Konferenz nach Okahandja. Dort unterrichtete er mehrere Jahrzehnte am Augustineum.
Die erste Aufgabe Vedders in Swakopmund war die Sammlung der Kirchengemeinden. Seine Arbeit galt den Damara und Herero, den Deutschen und den Angehörigen der Schutztruppe, dem Gefangenenlazarett und dem Zivilhospital. Vedder predigte bei Gottesdiensten auch in den Sprachen der Nama und Herero.
Das Schicksal der etwa 1500 Gefangenen des Hererovolkes im Konzentrationslager Swakopmund bewegte ihn sehr. Mit Hilfe heimatlicher Missionsgemeinden konnte er Kleidung an die Gefangenen verteilen, welche das raue Küstenklima nicht gewohnt waren. In einer Unterredung mit dem Gouverneur Friedrich von Lindequist erreichte er eine bessere Behandlung der Gefangenen.
Von 1922 bis zu seiner Pensionierung wirkte Vedder als Missionar in Okahandja, wo er am 26. April 1972 starb. Er wurde am 28. April 1972 in Okahandja unter großer Beteiligung von „Schwarzen“ und „Weißen“ beigesetzt. Ein Stadtteil von Okahandja heißt ihm zu Ehren Veddersdal (Afrikaans für Vedders-Tal).

## Die Bergdama
Vedders Monographie über Volk und Kultur der namibischen Damara gilt als ein Klassiker der afrikanistischen Ethnographie. Die Damara waren vor der Einwanderung der bantusprachigen Herero und der Vorherrschaft der khoisansprachigen Nama-Gruppen neben den San vermutlich die einzigen Bewohner Südwestafrikas. Sie waren vorwiegend Jäger und Sammler, betrieben daneben aber auch Gartenanbau und Kleinviehhaltung. Kupfer- sowie Eisenherstellung und deren Verarbeitung wurde von ihnen bereits beherrscht.

## Werke
- Heinrich Vedder: Die Bergdama. 2 Bände. Hamburg : Friederichsen, 1923 (Hamburgische Universität. Abhandlungen aus dem Gebiet der Auslandskunde, Bände 11 & 14, Reihe B, Völkerkunde, Kulturgeschichte und Sprachen, Bände 7 & 8)
- Heinrich Vedder: Grammatik der Nama-Sprache, 1908
- Carl Hugo Linsingen Hahn; Heinrich Vedder; Louis Fourie: The native tribes of South West Africa. Cass, London 1966.
- Heinrich Vedder: Das alte Südwestafrika – Südwestafrikas Geschichte bis zum Tode Mahareros 1890, Martin Warneck Verlag, Berlin 1934.
- Adolf Schlettwein, Julius Lips, Berengar von Zastrow, Heinrich Vetter et al: Das Eingeborenenrecht: Sitten u. Gewohnheitsrechte d. Eingeborenen d. ehem. deutschen Kolonien in Afrika u. in d. Südsee. Ges. im Auftr. d. damaligen Kolonialverwaltg von Beamten u. Missionaren d. Kolonien, geordnet u. kommentiert von früh. Kolonialbeamten, Ethnologen u. Juristen. Bd. 2: Togo, Kamerun, Süd-West-Afrika, die Südseekolonien. Verlag Strecker und Schröder, Stuttgart 1929[5]
- Heinrich Vedder: South West Africa in Early Times. Being the story of South West Africa up to the date of Maharero’s death in 1890. Cass & Co., London. 1966
- Heinrich Vedder: South West Africa in early times. Namibia Wissenschaftliche Gesellschaft, Windhoek 2016, ISBN 978-99945-76-42-5.
- Heinrich Vedder: Einführung in die Geschichte Südwestafrikas. Windhuk, John Meinert, o.J,
- Heinrich Vedder: Kurze Geschichten aus einem langen Leben. Wuppertal-Barmen, Verlag der Rheinischen Missionsgesellschaft, 1953,
- Heinrich Vedder: Afrikanische Tiergeschichten. Barmen, Verlag des Missionshauses, 1925. 3. Auflage.
- Heinrich Vedder: Von den Buschmännern. Barmen (Missionshaus), ca. 1910 (Rheinische Missionsschriften No. 189)

## Belege
1. ↑  Staatsbibliothek zu Berlin: bibliografischer Nachweis.
2. ↑  M.J. Swart: Afrikaanse kultuuralmanak. 1980, Aucklandpark: Federasie van Afrikaanse Kultuurvereniginge.
3. ↑  Walter Moritz: Dr. Heinrich Vedder, Vom Ravensburger Seidenweber zum berühmten Afrika-Missionar. Kreuzfeld, Lempp Verlag, 1973
4. ↑  Okahandja -- tranquil town with great flair (Memento des Originals vom 28. August 2008 im Internet Archive)  Info: Der Archivlink wurde automatisch eingesetzt und noch nicht geprüft. Bitte prüfe Original- und Archivlink gemäß Anleitung und entferne dann diesen Hinweis.
5. ↑  Deutsche Nationalbibliothek: bibliografischer Nachweis.

| Personendaten    | Personendaten                                                 |
| ---------------- | ------------------------------------------------------------- |
| NAME             | Vedder, Heinrich                                              |
| ALTERNATIVNAMEN  | Vedder, Hermann Heinrich                                      |
| KURZBESCHREIBUNG | deutscher Missionar, Sprachforscher, Ethnologe und Historiker |
| GEBURTSDATUM     | 3. Juli 1876                                                  |
| GEBURTSORT       | Westerenger, Westfalen                                        |
| STERBEDATUM      | 26. April 1972                                                |
| STERBEORT        | Südwestafrika                                                 |